# Walbach
Walbach település Franciaországban, Haut-Rhin megyében. Lakosainak száma 926 fő (2022. január 1.). Walbach Wintzenheim, Wihr-au-Val, Labaroche, Zimmerbach és Turckheim községekkel határos.

## Népesség
A település népessége az elmúlt években az alábbi módon változott:
| Lakosok száma | 866  | 893  | 935  | 904  | 910  | 920  | 918  | 916  | 926  |
|               | 2013 | 2015 | 2016 | 2017 | 2018 | 2019 | 2020 | 2021 | 2022 |